# Salsipuedes (Chile)
Salsipuedes es una localidad rural de Chile, ubicada en la Región del Libertador General Bernardo O'Higgins, específicamente a la comuna de Malloa (provincia de Cachapoal).

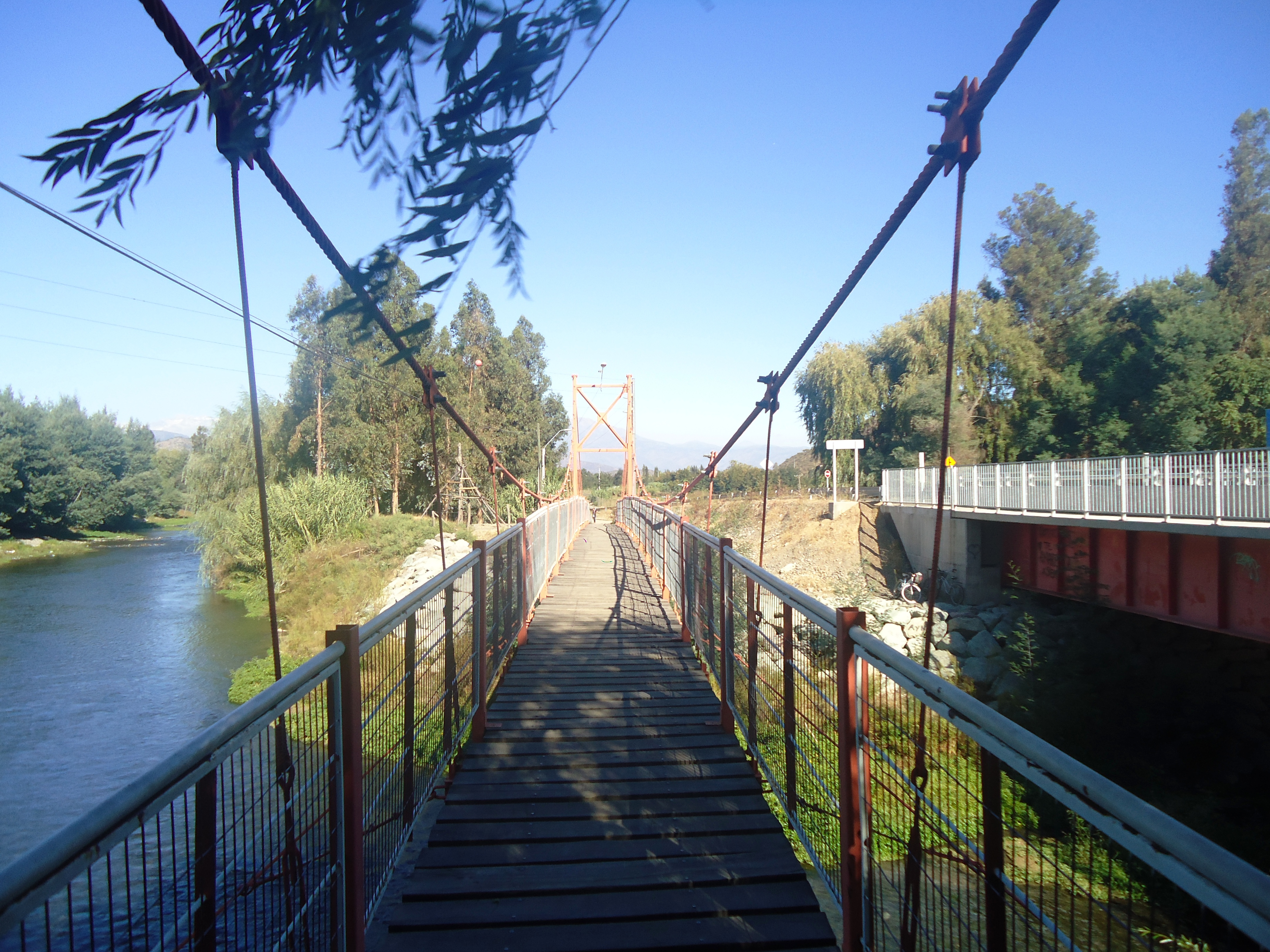
Pasarela peatonal de Salsipuedes.

Se encuentra a 235 m s. n. m. en las coordenadas 34° 24' sur y 70° 58' oeste.
El pueblo se originó de la división de una antigua encomienda colonial, que incluía varios pueblos vecinos, tales como Corcolén y Panquehue. Es cuna de la cantante folklórica Ofelia Gana.
Su nombre alude a que, para acceder al poblado atravesando el río Claro, solo se contaba con una pasarela peatonal por la que transitaban personas a pie y en bicicleta, pero que no permitía el tránsito de vehículos de mayor peso. Un nuevo puente, de mayor anchura, fue inaugurado en 2016.